# Daylan
Daylan (ook: Dibow) is een gehucht in het district Alula, in de regio Bari in Puntland, Somalië.
Daylan ligt het aride binnenland van Somalië's uiterste noordoostpunt, 61 km ten zuidwesten van Kaap Gardafui waar de wateren van de Indische Oceaan en de Golf van Aden elkaar ontmoeten. De districtshoofdstad Alula (Caluula) ligt 43,6 km naar het noorden aan de kust.

Daylan ligt bij een rivierdal dat meestal droog staat (een wadi). Ten oosten van het dorp strekt zich een rij van ca. 20 berkads uit: rechthoekige uitgegraven en omheinde waterreservoirs. Ook ten noorden van het dorp liggen een paar berkads. Ten oosten van Daylan, op 3,2 km afstand, ligt de locatie Ximistiyo waar zich ook nog een aantal berkads bevinden Zo ook op de locatie Faranfar, 4,9 km ten noordoosten van Daylan. Daylan is slechts via onverharde paadjes verbonden met de rest van het district. Een dichtbijgelegen dorp is Hursale, een wandeling van 12,9 km naar het oosten langs de meanderende wadi.
Klimaat: Daylan heeft een woestijnklimaat; er valt vrijwel geen neerslag, slechts ca. 44 mm per jaar met een klein 'piekje' in november van 15 mm, bijna een derde van de jaarlijkse hoeveelheid. De gemiddelde jaartemperatuur bedraagt 25°C. De warmste maand is juni, gemiddeld 28°C; de koelste maand is februari, gemiddeld 22,4°C.